# SC Team Wiener Linien
SC Team Wiener Linien is een Oostenrijkse voetbalclub uit Favoriten, een stadsdeel van de hoofdstad Wenen. De club is een fusieclub van SV Straßenbahn en SC Gaswerk.

## Geschiedenis
SC Team Wiener Linien kwam in 1974 tot stand door de fusie tussen SC Gaswerk Wien en KSV Straßenbahn Wien. SC Gaswerk Wien werd in 1928 opgericht in Sankt Veit en was vrij succesvol bij de amateurbond VAFÖ. In 1931 werd de club kampioen en kon de titel nog twee jaar verlengen. Nadat de VAFÖ opgeheven werd belandde de club in de lagere klassen van de Oostenrijkse competitie. In 1947 kon de club kampioen worden in de 2. Wiener Klasse (derde klasse) samen met latere international Leopold Barschandt. Tot de herstructurering van de competitie in 1949/50 speelde de club in de tweede klasse en daarna speelde de club tot 1962 in de derde klasse.
SV Straßenbahn Wien werd in 1912 opgericht en speelde van 1922 tot 1924 al in de tweede klasse. Na de invoering van het professionalisme degradeerde de club en sloot zich ook bij de VAFÖ aan. In 1934/35 speelde de club weer in de tweede klasse en kon daar standhouden tot 1947. In 1940/41 werd de club kampioen van de Klasse B en nam deel aan de eindronde om te promoveren naar de hoogste klasse maar daarin verloor de club van Post SV Wien. Tot 1965 speelde de club in de Wiener Liga (derde klasse). Walter Gebhardt en Hans Krankl die bij de club speelden zouden later nog voor het nationaal elftal spelen.
In 1974 kwam het dan tot een fusie tussen beide clubs en er werd verder gespeeld op het terrein van Straßenbahn.